# Abe Burrows
Abe Burrows, eigentlich Abram Solman Borowitz, (* 18. Dezember 1910 in New York City, New York; † 17. Mai 1985 ebenda) war ein amerikanischer Autor, Dramatiker und Regisseur.

## Leben
Abe Burrows begann Ende der 1930er Jahre humoristische und satirische Texte für Radio-Varietyshows und -Comedyshows zu schreiben. Bekannt wurde er als „Head Writer“ der Radio-Sitcom Duffy’s Tavern. Ende der 1940er bekam er bei CBS seine eigene Radioshow.
Seine Karriere als Autor für die Bühne begann 1950 mit dem Frank Loesser-Musical Guys and Dolls. 1951 führte er erstmals Regie bei der Jule Styne-Revue Two on the Aisle. Es folgten weitere Arbeiten für den Broadway unter anderem für die Cole-Porter-Musicals Can Can (1953) und Silk Stockings (1955). Für das Frank Loesser-Musical How to Succeed in Business Without Really Trying (1961) erhielt er 1962 Tony Awards für Buch und Regie sowie den Pulitzer Prize for Drama. 1968 hatte sein Schauspiel Cactus Flower, bei dem er auch die Regie führte, Premiere. Burrows betätigte sich darüber hinaus als Drehbuchautor für Film und Fernsehen.
Er ist der Vater des Fernsehregisseurs James Burrows.

## Filmografie
Literarische Vorlage
- 1957: Seidenstrümpfe (Silk stockings)
- 1959: Can-Can
- 1966: Wie man Erfolg hat, ohne sich besonders anzustrengen (How to succeed in business without really trying)
- 1969: Die Kaktusblüte

Drehbuch
- 1956: Die Frau im goldenen Cadillac (The Solid Gold Cadillac)
- 1956: Schwere Jungs – leichte Mädchen (Guys and dolls)